# 卡尔热斯
卡尔热斯（法語：Cargèse，法語發音：[kaʁʒɛz]，羅馬化：Kargkéze）是法国南科西嘉省的一个市镇，属于阿雅克肖区。该村庄于17世纪由来自伯罗奔尼撒半岛的希腊移民建立，传统语言为希腊语。虽然其早已从口语对话中消失，但古希臘語仍然是礼拜语言，村里也有着许多希腊东正教教区。

## 地理
卡尔热斯（42°8'7"N, 8°35'41"E）面积45.99 平方千米，位于法国南科西嘉省，该省份位于科西嘉南部，后者为地中海西部的一座岛屿，也是法国的一个单一领土集体，位于法国大陆部分的东南面，意大利半島的西面，最临近的地块是撒丁岛。
与卡尔热斯接壤的市镇（或旧市镇、城区）包括：皮亚纳、马里尼亚纳、维科。
卡尔热斯的时区为UTC+01:00、UTC+02:00（夏令时）。

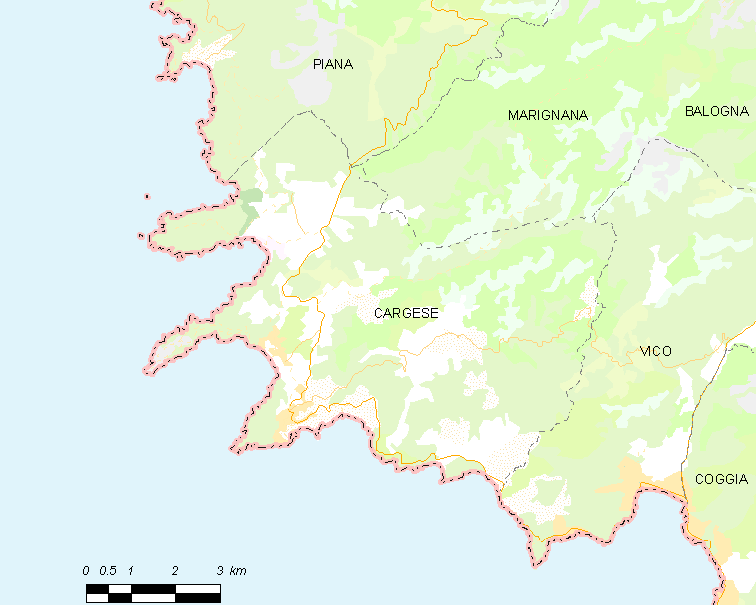
卡尔热斯的OSM定位图

## 行政
卡尔热斯的邮政编码为20130，INSEE市镇编码为2A065。

## 政治
卡尔热斯所属的省级选区为塞维-索鲁-奇纳尔卡县。

## 人口

1962-2008年间卡尔热斯人口变化图示

卡尔热斯于2022年1月1日时的人口数量为1193人。